# Maria Denisov
Maria Denisov, född 6 december 2006, är en tysk konstsimmare.

## Karriär
Vid europeiska spelen 2023 i Oświęcim var Denisov en del av Tysklands lag som tog silver i fri kombination. Vid EM 2024 i Belgrad var hon en del av Tysklands lag som tog guld i det akrobatiska lagprogrammet.